# Toul
Toul [tul] (deutsch Tull als freie Reichsstadt, aus lateinisch Tullum Leucorum) ist eine französische Stadt mit 15.570 Einwohnern (Stand 1. Januar 2022) im Département Meurthe-et-Moselle in der Region Grand Est. Sie ist Hauptort (Unterpräfektur) des Arrondissements Toul.

## Geografie

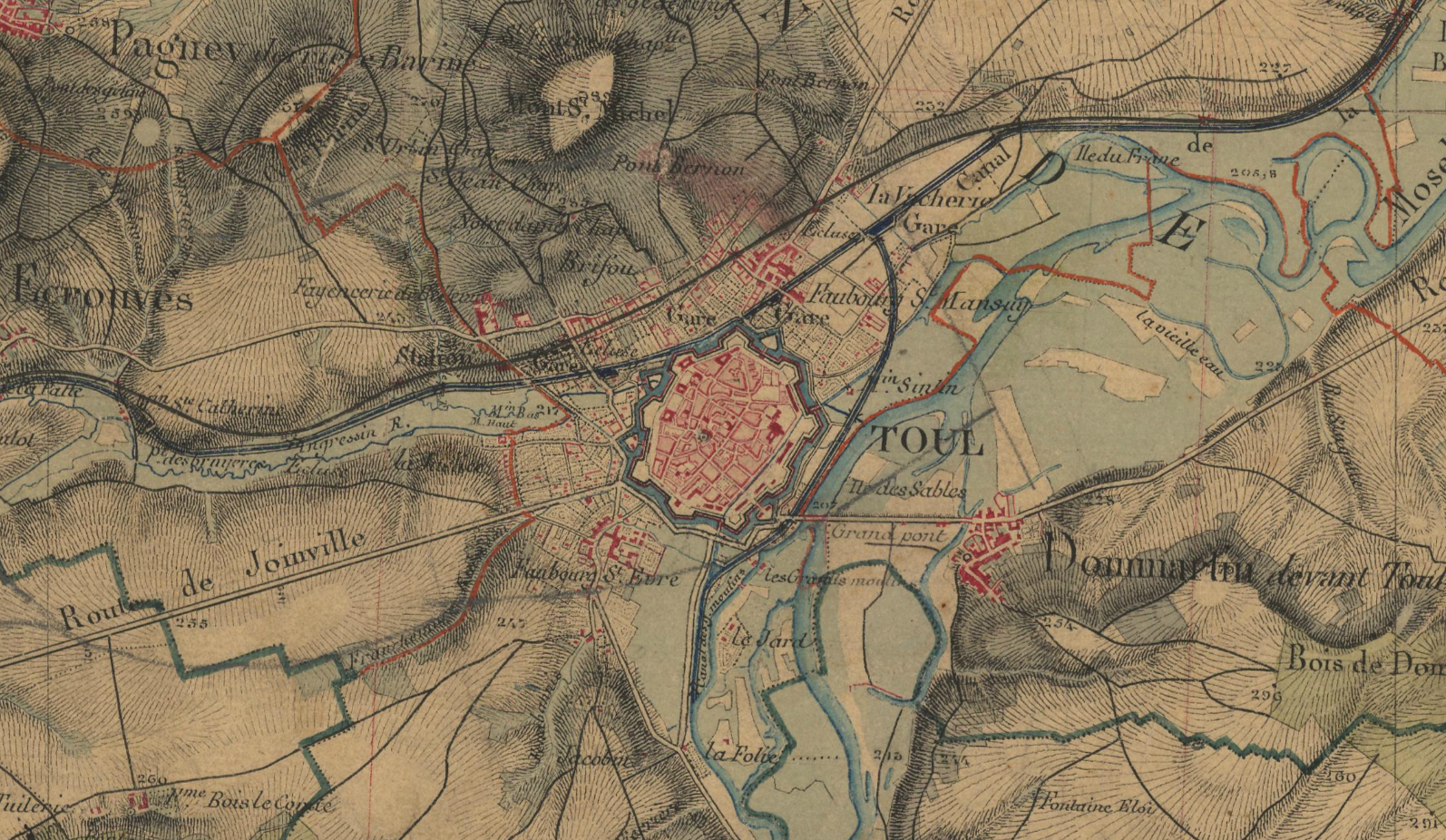
Lage der befestigten Stadt Toul auf einer Karte des Jahres 1866

Die Stadt Toul liegt im Nordosten Frankreichs, am westlichsten Punkt der Mosel (Moselle), etwa 320 Kilometer östlich von Paris und 18 Kilometer westlich von Nancy. Toul wird auch vom Canal de la Marne au Rhin (dt: Rhein-Marne-Kanal) erschlossen, der unter Ausnutzung weiterer Kanäle eine schiffbare Verbindung aus dem Raum Paris bis an den Rhein ermöglicht.

## Geschichte

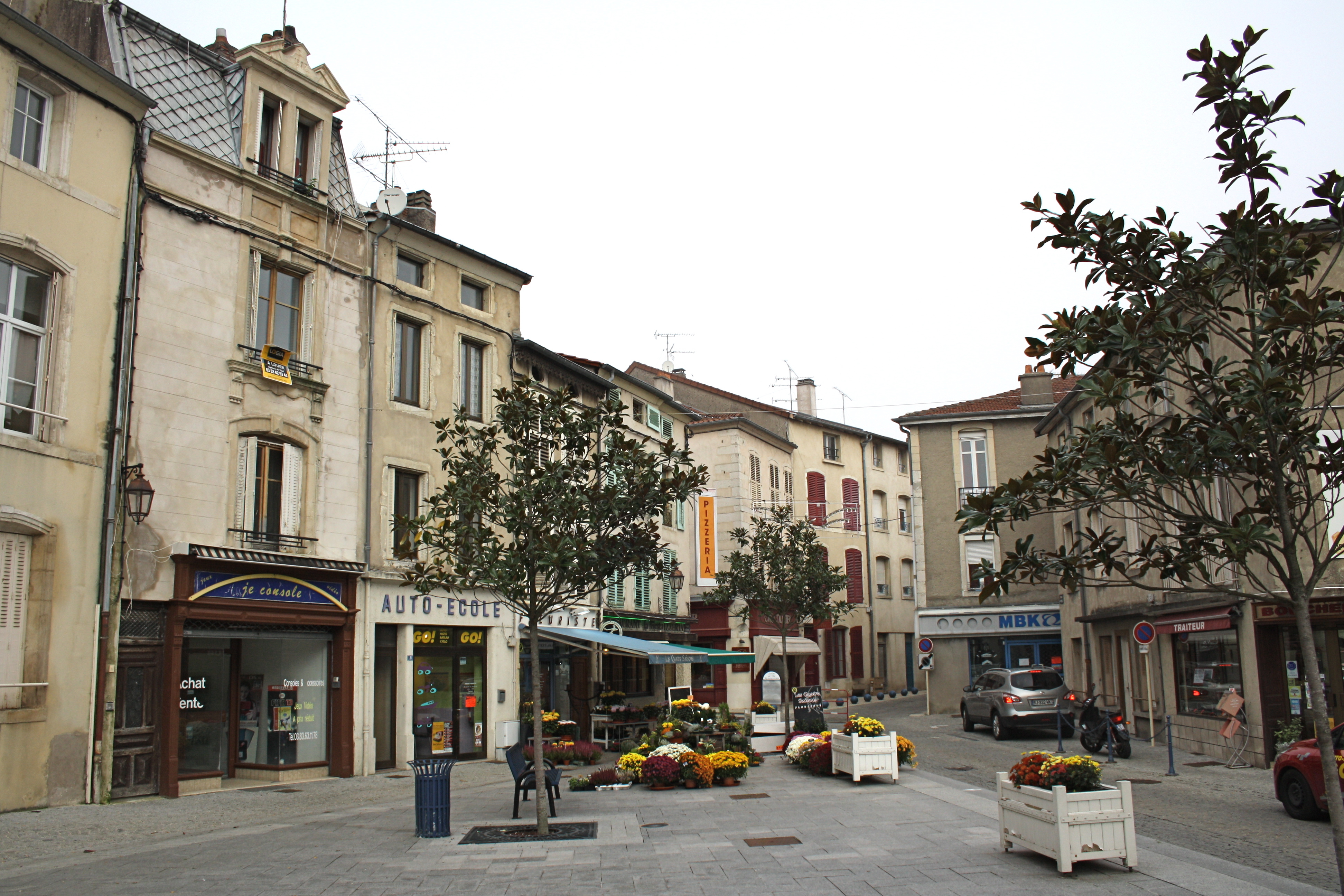
Blick in die Rue de la Petite Boucherie

Toul wurde an einer bereits in prähistorischer Zeit bewohnten Stelle durch den gallischen Stamm der Leuker gegründet, die in Caesars De Bello Gallico einmal erwähnt werden. Ihre Nachbarn waren die Mediomatriker, die Lingonen und die Sequaner. Die Leuker lieferten ebenso wie die Sequaner und die Lingonen Getreide an Caesar, als die römische Armee in Vesontio (Besançon) lagerte, um sich für den Feldzug gegen Ariovist zu verproviantieren (58 v. Chr.; De Bello Gallico, I, 40).
Toul wurde 51 v. Chr. von den Römern besetzt. Die Lage der Stadt an der Römerstraße Lyon-Trier, die mitten durch die Stadt führte (die heutige Rue Michatel), ermöglichte ihre wirtschaftliche Entwicklung. Mit dem Toleranzedikt von Mailand, das 313 die Gleichstellung des Christentums mit den heidnischen Religionen festschrieb, kam Mitte des 4. Jahrhunderts der Missionar Mansuetus (Saint Mansuy) in die Stadt. Er wurde 365 erster Bischof von Toul und stand einer großen Diözese vor, die die Grenzen des Leuker-Territoriums umspannte.
Die Franken beendeten die römische Herrschaft in Toul, das zu dieser Zeit den Namen Tullum Leucorum trug. Nach dem Ende der Pax Romana begann eine barbarische Zeit mit immer wiederkehrenden Invasionen. Die Stadt wurde mehrmals verwüstet, insbesondere 451 von den Hunnen unter Attila. Nach der Schlacht von Zülpich hielt sich der Frankenkönig Chlodwig I. in Toul auf und wurde vom Heiligen Waast zum Christentum bekehrt. Toul gehörte nach dem Tod Chlodwigs nacheinander zum fränkischen Teilreich Austrien, in dem die Karolinger sich zuerst durchsetzten, nach erneuten Teilungen des Frankenreiches zu Lotharingien.
Während dieser Epochen erhielten die Bischöfe Schenkungen von Dagobert I. (623), Karl dem Großen (804) und Arnulf von Lothringen (894), durch die ihre weltliche Macht gestärkt wurde. Heinrich I. bekräftigte endgültig die Stellung der Bischöfe im Ostfrankenreich in der „Charta von Mainz“ (928), indem er ihnen weitgehende Rechte einräumte. Das Bistum Toul und diejenigen von Metz und Verdun bildeten die „Drei Bistümer“, die als Geistliche Territorien (Hochstift Metz u. a.) auch im weltlichen Recht durch ihre Bischöfe regiert wurden. 

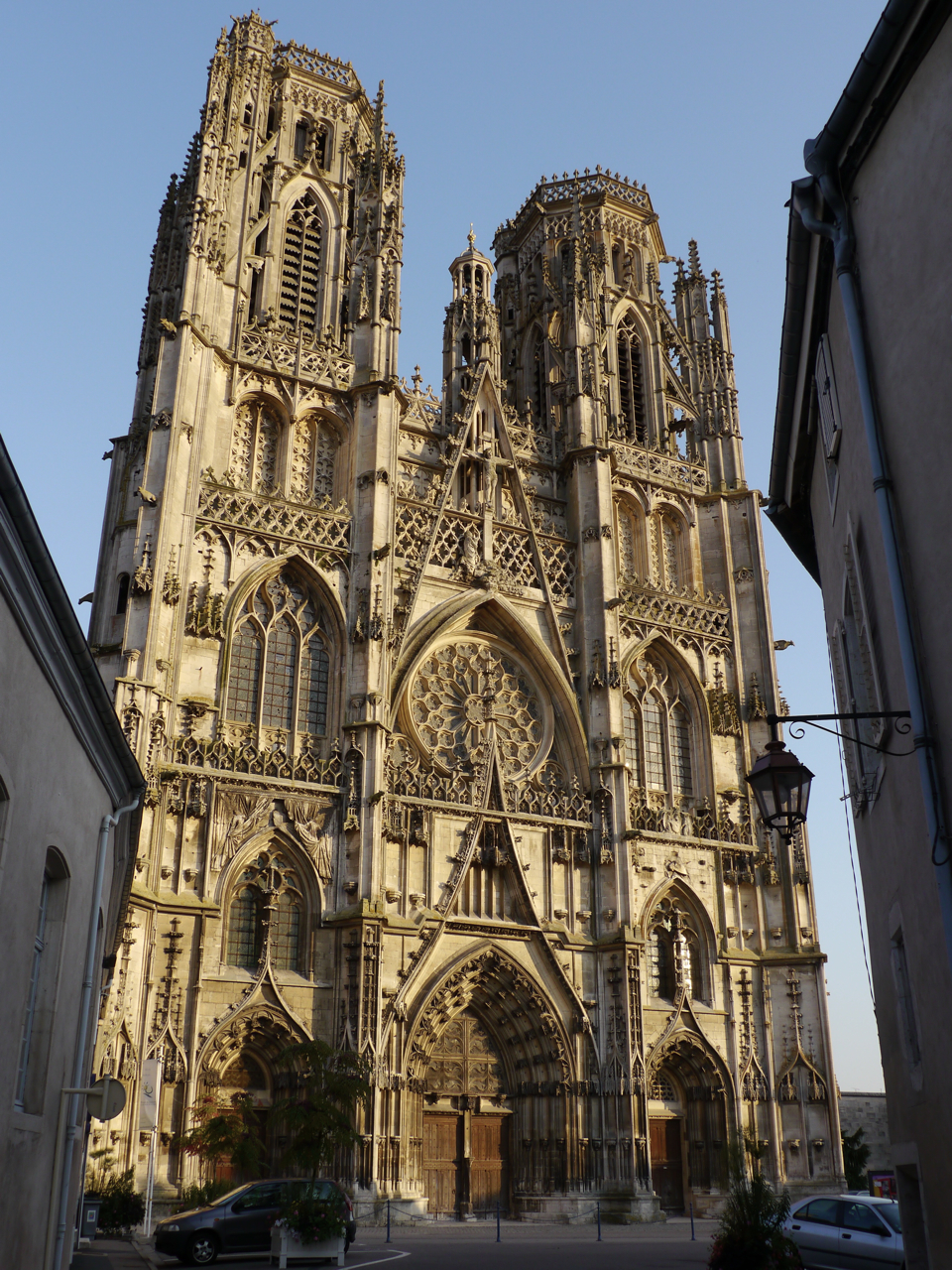
Gotische Kathedrale Saint-Étienne (St. Stephan) zu Toul, Westfassade und Türme

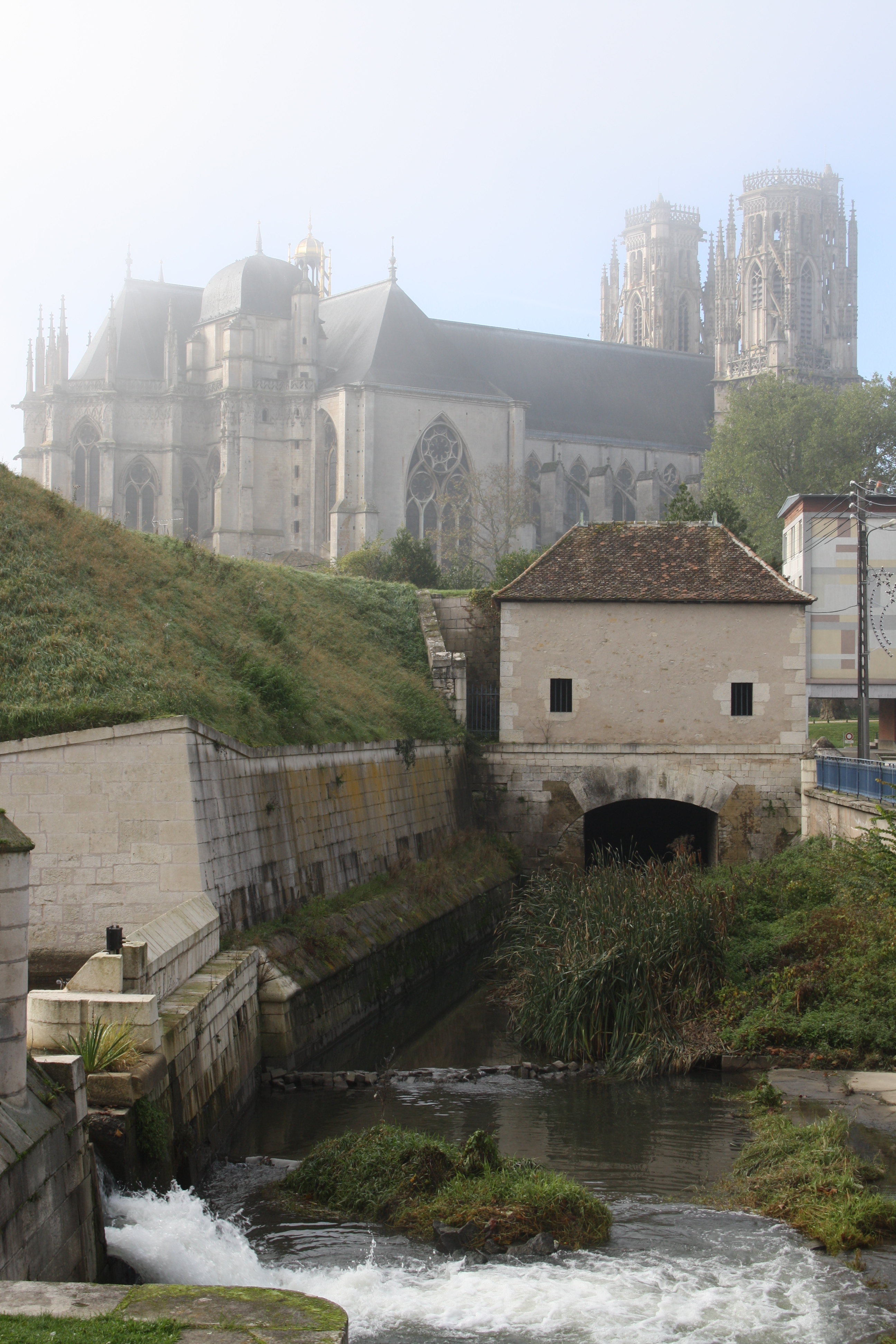
Festungswall von Vauban und Kathedrale Saint-Étienne

Die Bischöfe herrschten bis ins 10. Jahrhundert hinein. Mit der Zeit wurden die Bürger mit der klerikalen Verwaltung immer unzufriedener und wollten auch an der Regierung beteiligt werden. Die oft um Kleinigkeiten ausgetragenen, teilweise blutigen Streitigkeiten dauerten über 300 Jahre und führten zur Gewährung kommunaler Freiheiten.
Toul, damals oft Tull genannt, wurde Freie Reichsstadt des Heiligen Römischen Reiches. 1552 eroberte König Heinrich II. von Frankreich die Stadt und ihr Territorium. Im Zusammenhang mit dem Westfälischen Frieden wurde sie 1648 offiziell von Frankreich annektiert. Vauban befestigte die Stadt anschließend und integrierte sie in das französische Verteidigungssystem. 
Die 1777 vollzogene Teilung des Bistums leitete den Abstieg Touls zugunsten der neuen und dynamischen Stadt Nancy ein. Durch die Französische Revolution wurden zahlreiche Kirchen, Klöster und Abteien zerstört und das Bistum nach fast 14 Jahrhunderten mit dem Konkordat von 1801 aufgelöst.
Toul wurde 1870 im Deutsch-Französischen Krieg von der deutschen Armee belagert, da die Festung eine wichtige Bahnlinie blockierte. Es gab zunächst kaum Kampfhandlungen, da gleichzeitig erfolglose Gespräche über einen Waffenstillstand liefen. Nach einem Beschuss über acht Stunden mit schwerer Belagerungsartillerie kapitulierte die Festung am 23. September 1870. 
Danach wurde die Stadt im Zuge des Systems der Barrière de fer zur Gürtelfestung Fester Platz Toul ausgebaut. 1887 verlangten 400 französische Arbeiter, dass die italienischen Arbeiter die Baustellen verlassen sollten, worauf das Militär einschritt. Im Ersten Weltkrieg fanden hier keine Kampfhandlungen statt. 
Auch im Zweiten Weltkrieg war Toul hart umkämpft, direkt im Nordosten der Stadt gab es einen Militärflugplatz. Während der fünftägigen Belagerung im Juni 1940 erlitt die Stadt schwere Zerstörungen. 40 % der Altstadt lagen in Trümmern. Die Wiederherstellung der Baudenkmäler in der Altstadt und der am 19. Juni 1940 durch einen Bombenangriff beschädigten Kathedrale dauerte lange. Während des Krieges wurden provisorische Dächer über den Kirchenschiffen errichtet, die in den 1980er Jahren endgültig ersetzt wurden.

### Partnerschaften
Bereits in den 1950er Jahren entstand eine Partnerschaft zur Überwindung der Kriegsereignisse zwischen den katholischen Kirchengemeinden von Toul und Andernach am Rhein mit regelmäßigen Besuchen und Schüleraustauschen von deutschen und französischen Familien.
Auf politischer Ebene wurde 1987 eine Städtepartnerschaft mit der deutschen Stadt Hamm in Westfalen begründet.

### Bevölkerungsentwicklung
| Jahr      | 1962   | 1968   | 1975   | 1982   | 1990   | 1999   | 2007   | 2019   |
| Einwohner | 14.155 | 14.780 | 16.454 | 17.406 | 17.281 | 16.945 | 16.230 | 15.633 |

## Weinbau
Toul ist namensgebend für die „Côtes de Toul“, das wichtigste Weinanbaugebiet der ehemaligen Region Lothringen, das 1998 in den AOC-Status (Appellation d’origine contrôlée) erhoben wurde. Die Appellation Côtes de Toul erstreckt sich auf 110 Hektar an den Hängen einer Hügelkette westlich der Stadt und umfasst die Gemeinden Lucey, Bruley, Pagney-derrière-Barine, Domgermain, Charmes la Côte, Mont le Vignoble, Blénod-lès-Toul und Bulligny. Zugelassen sind die Rebsorten Pinot Noir (Spätburgunder), Gamay und Pinot Meunier (Schwarzriesling) für Rot- und Roséweine sowie Auxerrois und Aubin Blanc für Weißwein. Der bekannteste Wein der Region ist der Gris de Toul, ein sehr heller Roséwein, der aus mindestens 85 Prozent Pinot Noir und/oder Gamay bestehen muss.

## Sehenswürdigkeiten
- Kathedrale Saint-Étienne im gotischen Stil, erbaut im 13. (Chor) bis 15. (Fassade) Jahrhundert.
- Saint-Gengoult, ehem. Stiftskirche, 13. bis 15. Jahrhundert.
- Mehrere Häuser der Altstadt des 14. bis 18. Jahrhunderts.
- Festungswälle der Stadt von Vauban, 17. Jahrhundert.
- Ehemalige Abtei Saint-Mansuy mit romanischer Krypta (vor den Festungswällen der Stadt).
- Synagoge, erbaut um 1812 (Monument historique)

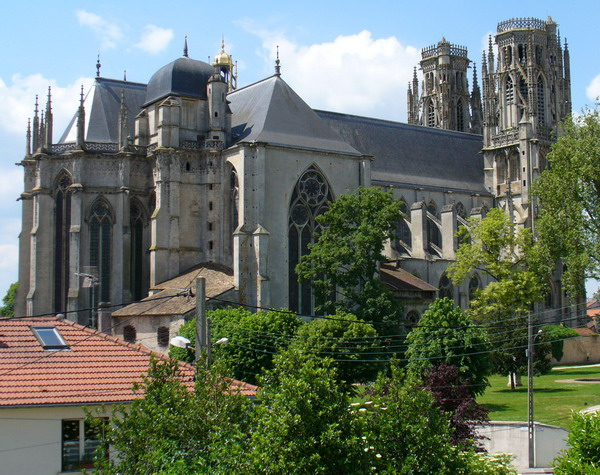
Kathedrale Saint-Étienne, Blick von Nordosten
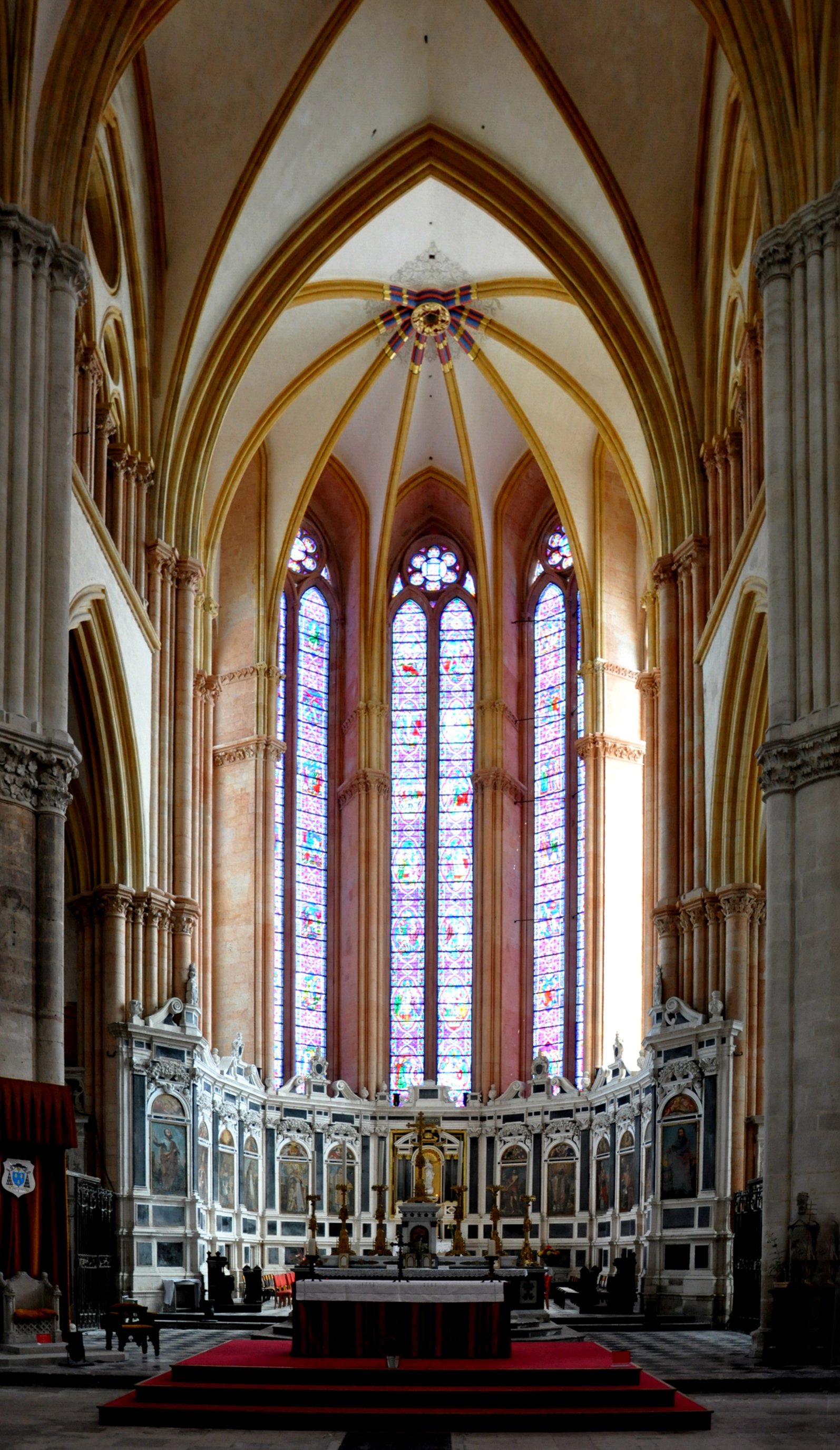
Kathedrale Saint-Étienne, Innenansicht mit Altar und Apsis
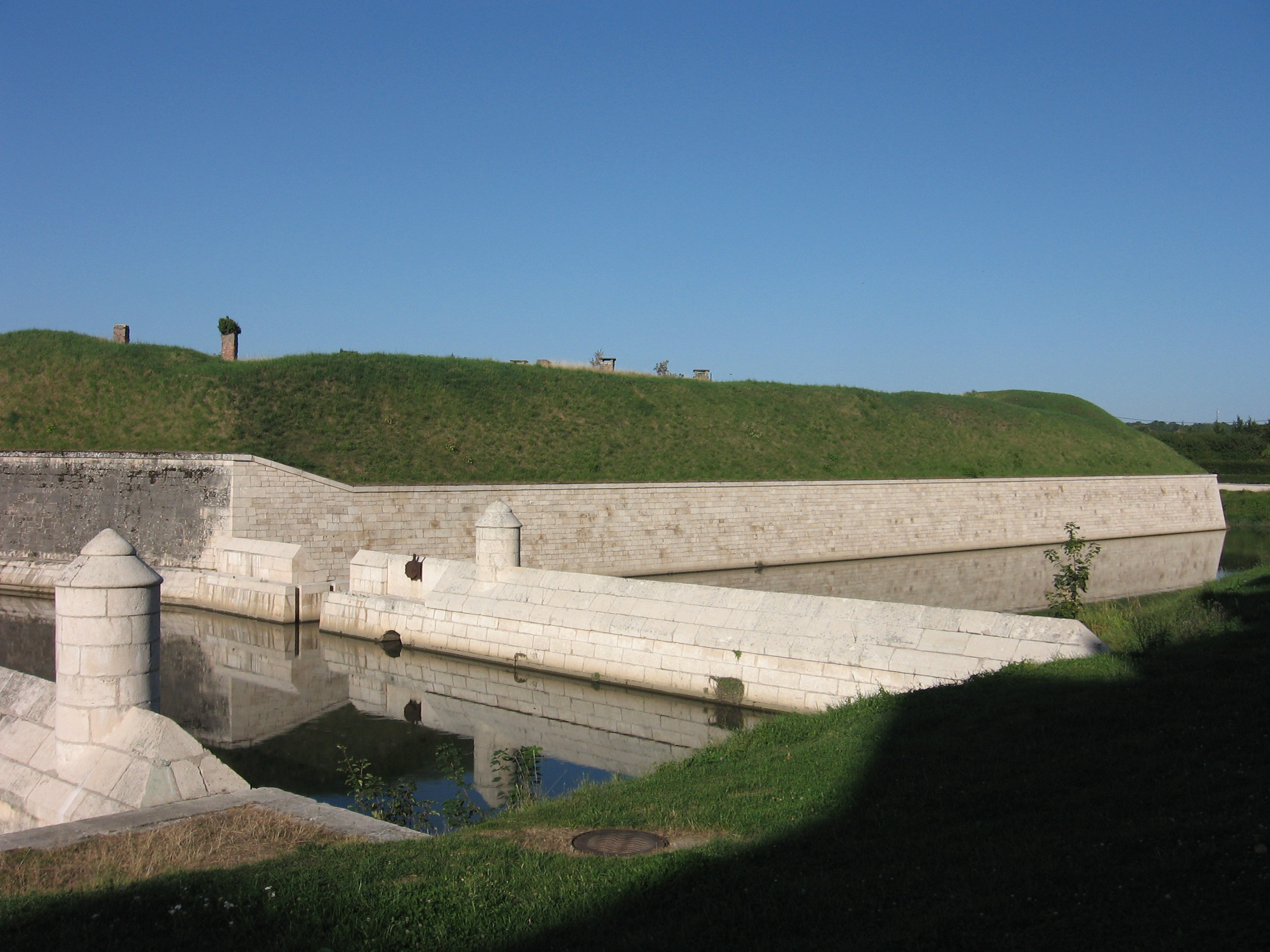
Teilansicht des Festungswalls von Vauban

## Verkehr
Durch Toul verläuft der Canal de la Marne au Rhin. Im Zuge der Kanalisierung der Mosel entstand im Norden der Stadt eine Kanalverzweigung mit einer kurzen Verbindung zum Fluss.
Der Bahnhof Toul wurde 1852 eröffnet. Er liegt an den Bahnstrecken Paris–Strasbourg, Toul–Culmont-Chalindrey und Toul–Rosières-aux-Salines.
Im Süden der Stadt trifft die Nationalstraße N 4 (Paris–Strasbourg) auf die Autobahn A 31 (Beaune–Zoufftgen). Die Nationalstraßen N 60 (Toul–Châteauneuf-sur-Loire), N 404 (Manheulles–Gripport), N 408 (Toul–Warcq), N 409 (Toul–Neuves-Maisons) und N 411 (Toul–Dieulouard) wurden zu Départementsstraßen herabgestuft.
Seit dem Mittelalter verläuft der Jakobsweg durch Toul. Dort trennt sich der Weg nach Vezelay oder als Le-Puy Route, auch Route des Allemands genannt, nach Dijon.

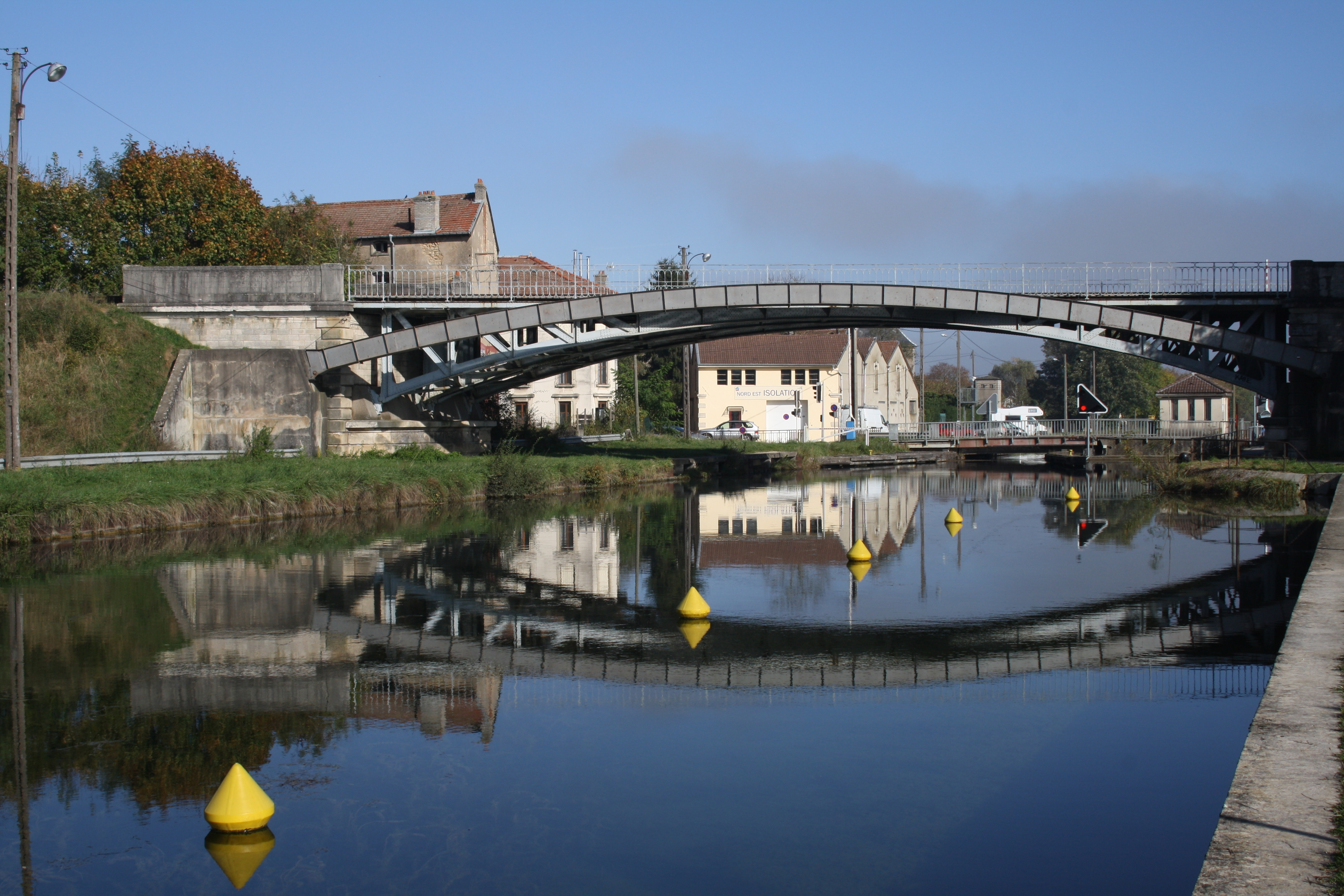
Canal de la Marne au Rhin mit Eisenbahnbrücke und Straßenklappbrücke
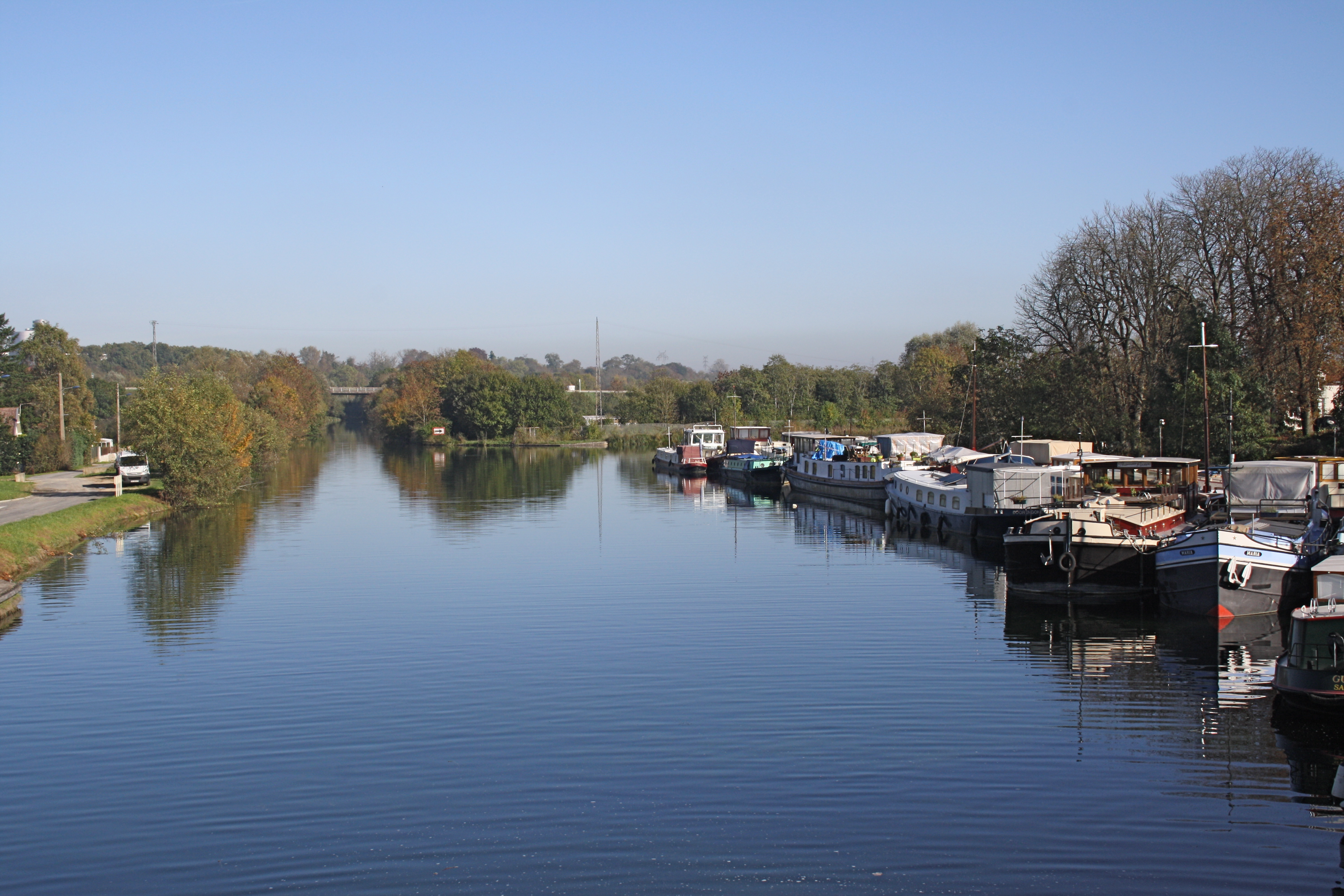
Kanalverzweigung in Toul, rechts abzweigend der neue Kanal zur Mosel
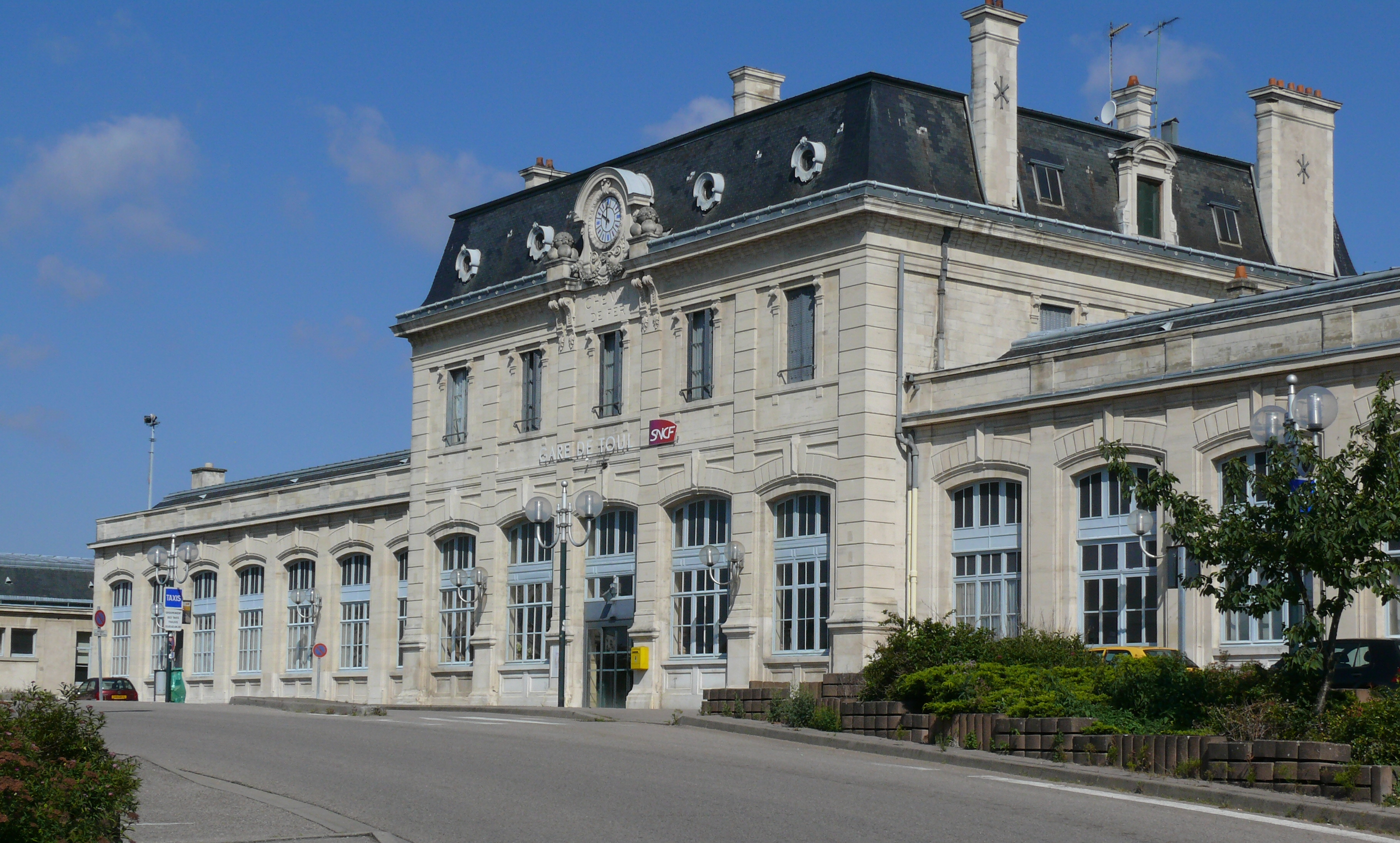
Bahnhof Toul
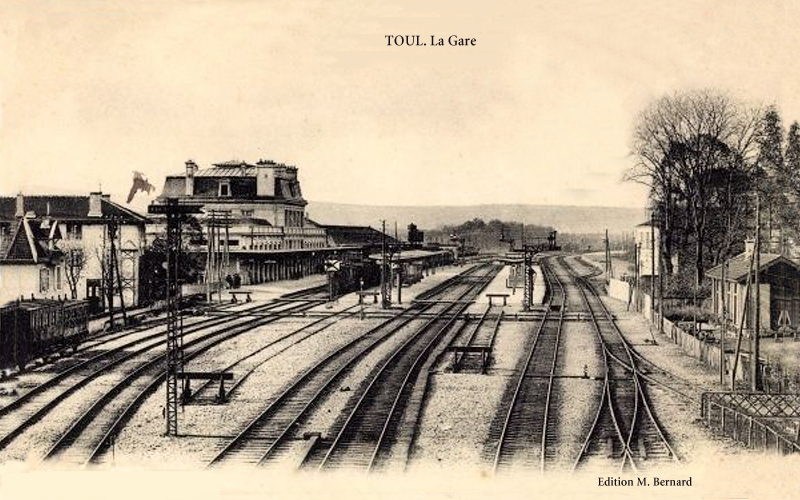
Bahnhof Toul um 1900

## Persönlichkeiten
- Eliphius von Rampillon († um 362), Märtyrer
- Leo IX. (1002–1054), Papst
- Pierre d’Ailly (1350–1420), Kardinal
- Pierre-Ambroise-François Choderlos de Laclos (1741–1803), Offizier
- Dominique Salhorgne (1757–1836), Theologieprofessor an der Universität Heidelberg, später Ordensgeneral der Lazaristen
- Laurent de Gouvion Saint-Cyr (1764–1830), Marschall und Pair von Frankreich, sowie Kriegs- und Marineminister
- Henri de Rigny (1785–1835), Admiral, Abgeordneter und Minister
- Jacques Sédillot (1912–1976), Übersetzer, Widerstandskämpfer und Opfer der Diktatur in Nordkorea
- Marcel Bigeard (1916–2010), General
- Pierre Vogel (* 1945), Mathematiker und Hochschullehrer
- Youssef Aït Bennasser (* 1996), marokkanisch-französischer Fußballspieler